# The Rattles
The Rattles es una banda de rock y beat alemana que estuvo entre las más exitosas de su género en  Alemania en la década de 1960 y principios de la de 1970.

## Historia
En diciembre de 1960, Achim Reichel y Herbert Hildebrandt fundaron The Rattles en Hamburgo. La formación original del grupo consistía en Reichel (guitarra y voz), Hildebrandt (bajo), Volker Reinhold (guitarra) y Dieter Sadlowski (batería).  El grupo tocó en los mismos lugares que The Beatles en varias ocasiones en 1962. El 3 de febrero de 1963, la banda ganó un concurso en el Star-Club de Hamburgo y fue entonces la primera banda alemana contratada en este club. En el otoño del mismo año grabaron su primer single. Luego, el grupo se fue de gira por Inglaterra durante cinco semanas con Bo Diddley, Little Richard y los aún desconocidos Rolling Stones.
Se lanzaron discos de The Rattles que gozaron de éxito regional en Inglaterra, por lo que ocasionalmente fueron aclamados en Liverpool como los "Beatles alemanes".
En total, el grupo tuvo una decena de éxitos, entre ellos títulos como La La La (1965), Come On and Sing (1966) y Cauliflower (1967). En 1965 también grabaron temas con Johnny Hallyday (Let the people talk, It's Monkeytime), que aparecieron en el LP Johnny Hallyday meets The Rattles. También realizaron una colaboración con The Searchers en el álbum The Searchers Meet the Rattles en 1964.
En 1966 subieron al escenario con The Beatles y tocaron como sus teloneros en Múnich, Essen y Hamburgo durante la gira que el grupo realizó por Alemania Occidental. Ese mismo año, el grupo filmó la película Hurra, die Rattles kommen, cuya banda sonora se publicó en el álbum del mismo nombre. En ese momento, el grupo estaba compuesto por Reichel (voz y guitarra), Hildebrandt (bajo), Hermann "Rugy" Rugenstein (guitarra) y Reinhard "Dicky" Tarrach (batería).  Achim Reichel debió dejar el grupo poco después debido al servicio militar, siendo sustituido por Frank Dostal. Después de su servicio militar, fundó el grupo Wonderland en 1967 con los ya exmiembros de The Rattles Dicky Tarrach y Frank Dostal, así como con Helmut Franke y Les Humphries.
En 1970 los Rattles tuvieron un éxito internacional con The Witch. La canción apareció por primera vez como la cara B del sencillo de 1969 Geraldine. La formación de los Rattles en este momento era Kurt "Zappo" Lüngen (bajo), Rainer Degner (guitarra), Peet Becker (batería) y Henner Hoier (voz). Debido al éxito, los Rattles grabaron una nueva versión de The Witch en una nueva formación con Edna Bejarano como cantante. Esta versión alcanzó el número 4 en las listas alemanas y el número 8 en las listas británicas en octubre de 1970, mientras que en junio de ese mismo año ya había llegado hasta el número 79 en los Estados Unidos. Finalmente vendió más de un millón de copias y ha sido versionada por grupos como Rosetta Stone y Motorpsycho. La pieza había sido compuesta por el miembro fundador Herbert Hildebrandt. Henner Hoier, que había cantado la versión original, dejó la banda un año después y fundó Les Humphries Singers con Les Humphries. Los "nuevos" traqueteos de los 70 con Edna Bejarano, Frank Mille, Borny Bornhold y Zappo Lüngen sólo tenían que ver con la formación original en la medida en que Herbert Hildebrandt seguía siendo el compositor y productor del grupo. Más sencillos como You Can't Have Sunshine Every Day y Devil's on the Loose (ambos de 1971) fueron solo éxitos menores en la República Federal de Alemania.
En 1977, los Rattles se separaron después de algunos otros cambios de formación. En 1988 lanzaron, ahora nuevamente con Achim Reichel, un nuevo álbum de estudio titulado Hot Wheels y un sencillo del mismo nombre. El 26 de septiembre de 2005, los Rattles celebraron sus cuarenta y cinco años de existencia con un concierto en el "Hamburger Landhaus Walter" y el DVD "Beat Made in Germany", que cuenta la historia completa de la banda. En 2007, los Rattles lanzaron su primer álbum de estudio en quince años, Say Yeah!. El disco contiene 15 canciones nuevas y se grabó en Hamburgo, la ciudad natal de The Rattles. Las nuevas canciones están en consonancia con el estilo antiguo que hizo que los Rattles fueran tan populares hace muchos años.
En 2010, para su 50 aniversario, la banda firmó con el sello musical de Hamburgo Edel Records y lanzó un nuevo álbum de estudio, Rattles 50, con 14 títulos nuevos y un sonido nuevo y moderno. Al mismo tiempo, se lanzaron grandes éxitos recién arreglados y grabados. Hasta el día de hoy tocan regularmente con el miembro fundador Hildebrandt en festivales y eventos.

## Miembros
Miembros actuales
- Herbert Hildebrandt - bajo
- Manfred Kraski - voz, guitarra
- Eggert Johannsen - guitarra
- Reinhard "Dicky" Tarrach - batería

Antiguos miembros
- Achim Reichel (voz, guitarra, 1960–66, 1988–91)
- Bernd Schulz (teclados, 1967–68)
- Dieter Sadlowsky (batería, 1960–63)
- Edna Bejarano (voz, 1970–73)
- Eggert Johannsen [Martin Storm] (voz, guitarra rítmica, 1994–presente)
- Franz "Piggy" Jarnach (teclados, voz, 1991–95)
- Frank Dostal (voz, 1966–67)
- Frank Mille (guitarra, voz, 1970–77)
- Frank Seidel (teclados, 1996–presente)
- Georg "George" Meier (guitarra, voz, 1969–70, 1974–77)
- George Miller (batería, 1975–77)
- Hans Joachim "Hajo" Kreutzfeld (guitarra, 1961–65)
- Henner Hoier (teclados, voz, 1968–70, 1988–93)
- Herbert Bornholdt (batería, 1973)
- Herbert Hildebrandt (bajo, voz, 1960–68, 1988–presente)
- Hermann "Rugy" Rugenstein (guitarra, voz, 1965–68)
- Jochen "Lu Lafayette" Peters (teclados, 1973–77)
- Kurt "Zappo" Lüngen (bajo, 1968–73, 1974)
- Linda Fields (voz, 1974–77)
- Manne Kraski (guitarra, voz, 1991–presente)
- Peter "Peet" Becker (batería, 1968–70)
- Rainer Degner (guitarra, voz, 1967–69)
- Reinhard "Dicky" Tarrach (batería, 1963–67, 1988–presente)
- Volker Reinhold (guitarra, voz, 1960–61)
- Wolfgang "Al" Brock (batería, 1974)

## Discografía

### Sencillos
| Year | Singles                             | A  | GER | UK | USA |
| ---- | ----------------------------------- | -- | --- | -- | --- |
| 1965 | "La La La"                          | -  | 19  | -  | -   |
| 1965 | "(Stoppin') In Las Vegas"           | -  | 20  | -  | -   |
| 1966 | "Come on and Sing"                  | -  | 11  | -  | -   |
| 1966 | "Love of My Life"                   | -  | 16  | -  | -   |
| 1966 | "It Is Love"                        | -  | 26  | -  | -   |
| 1967 | "Cauliflower"                       | -  | 25  | -  | -   |
| 1968 | "After Tea"                         | -  | 26  | -  | -   |
| 1969 | "Geraldine"                         | -  | -   | -  | -   |
| 1970 | "The Witch"                         | 20 | 4   | 8  | 79  |
| 1971 | "You Can't Have Sunshine Every Day" | -  | 45  | -  | -   |
| 1971 | "Devil's on the Loose"              | -  | 38  | -  | -   |
| 1972 | "Money Making Machine"              | -  | -   | -  | -   |
| 1988 | "Hot Wheels"                        | -  | 47  | -  | -   |

### Álbumes
- Twist im Star-Club (1963)
- Twist-Time im Star-Club Hamburg (1964)
- Live im Star-Club Hamburg (1964)
- The Searchers Meet the Rattles (1964)
- Rattles (1965)
- Star Club Show 1 (1966)
- Liverpool Beat (1966)
- Hurra, die Rattles kommen (banda sonora de la película del mismo nombre, 1966)
- Remember Finale Ligure (1967)
- The Witch (1971)
- Tonight Starring Edna (1972)
- Gin Mill (1974)
- Attention (1975)
- Hot Wheels (1988)
- Painted Warrior (1990)
- New Wonderland (1993)
- Live (1997)
- Say Yeah! (2007)
- Rattles 50 (2010)
- Need 2 C You (2012)
- Hotter Than Hell (2015)

### Compilaciones
- Goldene für die Rattles (1970)
- Greatest Hits (1997)
- Smash … ! Boom … ! Bang … ! The Singles 1 (2000)
- Die deutschen Singles A&B (1963–1965), Vol. 1 (2000)
- Die deutschen Singles A&B (1965–1969), Vol. 2 (2000)
- Come On And Sing - Best (2004)

## Filmografía
- Hurra, die Rattles kommen (1966)